# Yūya Yagira
Yūya Yagira, jap. 柳楽 優弥 (ur. 26 marca 1990 w Tokio) – japoński aktor filmowy i telewizyjny. 

## Życiorys
Za swoją debiutancką rolę w filmie Dziecięcy świat (2004) w reżyserii Hirokazu Koreedy otrzymał nagrodę dla najlepszego aktora na 57. MFF w Cannes. Mając zaledwie 14 lat, Yagira stał się najmłodszym w historii festiwalu laureatem tej nagrody.
Później zaczął występować w filmach i serialach telewizyjnych. Wystąpił m.in. w horrorze Labirynt strachu (2009) w reżyserii Takashiego Shimizu. 
W 2009 był hospitalizowany z powodu przedawkowania środków uspokajających. W 2010 poślubił japońską celebrytkę Ellie Toyotę.